# Oxira mandarinella
Oxira mandarinella är en fjärilsart som beskrevs av George Francis Hampson 1903. Oxira mandarinella ingår i släktet Oxira och familjen nattflyn. Inga underarter finns listade i Catalogue of Life.